# The Dragon (album)
The Dragon is een studioalbum dat op naam verscheen van Vangelis. 
Vangelis had enige tijd over en begon met collegamusici muziek te spelen, met uiteindelijk het doel een album samen te stellen. Het bleef echter bij de jamsessies en het album is eigenlijk nooit voltooid. Toen Vangelis als soloartiest bekender raakte in de popmuziek (1978) verscheen een album samengesteld uit drie opnamen ineens op de markt; platenlabel Charly had daartoe echter geen toestemming. Vangelis spande een rechtszaak aan, won die en het album verdween weer van de markt. De producer Giorgio Gomelsky beweerde destijds ook al dat hij weliswaar bij de credits genoemd was, maar zeker dit album niet geproduceerd had.
Dit alles kon niet verhinderen dat in het compact disc-tijdperk dit album samen met Hypothesis weer op de markt verscheen. De geluidsopnamen wisselen qua kwaliteit van geluid en muziek. Track The Dragon is wat dat betreft een voorbeeld; de geluidskwaliteit is redelijk en de muziek is meeslepend, maar heeft niets van doen met de orkestrale elektronische muziek die Vangelis maakte. Het klinkt meer als een lange track Griekse volksmuziek op moderne leest geschoeid. Gitaarspeler op het album was Argyris Koulouris, voor een korte periode de gitarist van Aphrodite's Child. Opnamen vonden plaats in de Marquee Studio in Londen. 

## Musici
- Vangelis – toetsinstrumenten, percussie
- Argyris Koulouris – gitaar
- Michel Ripoche – viool
- Brian Odger – basgitaar
- Mick Waller – slagwerk

## Tracklist
| Nr. | Titel      | Duur  |
| --- | ---------- | ----- |
| 1.  | The Dragon | 15:18 |

| Nr. | Titel             | Duur  |
| --- | ----------------- | ----- |
| 1.  | Stuffed Aubergine | 11:41 |
| 2.  | Stuffed Tomato    | 9:39  |

¹Het album is in dit jaar ingedeeld, vanwege het feit dat de muziek veel beter in 1971 Vangelis-catalogus past, dan in die van 1978.